# Kukła z milionami
Kukła z milionami / Lalka z milionami (ros. Кукла с миллионами, Kukła s millionami) – radziecki film niemy z 1928 roku w reżyserii Siergieja Komarowa.

## Fabuła
W Paryżu umiera starsza pani. Cały jej majątek zapisany w testamencie należy się wnuczce zmarłej – Marii Iwanowej, która mieszka w Moskwie. Dziewczyna odziedziczyła również warte miliony akcje ukryte w lalce. Pierre i Paul, dwaj fircykowie, wyruszają do Moskwy, aby odnaleźć Marię i oświadczyć się jej, aby zdobyć fortunę. Za nimi w pościg rusza kochanka Pierre'a, Blanche. 

## Obsada
- Igor Iljinski jako Pierre Cuisinai
- Władimir Fogiel jako Paul Cuisinai
- Galina Krawczenko jako Blanche
- Ada Wójcik jako Maria Iwanowa